# 坎帕納 (卡皮拉區)
坎帕納（西班牙語：Campana），是巴拿馬的城鎮，位於該國中東部，由西巴拿馬省的卡皮拉區負責管轄，面積75.1平方公里，海拔高度222米，2010年人口2,067，人口密度每平方公里27.5人。